# Battaglia di Naseby
La battaglia di Naseby ebbe luogo sabato 14 giugno 1645 durante la prima guerra civile inglese, nei pressi del villaggio di Naseby nel Northamptonshire. Il New Model Army, comandato da Sir Thomas Fairfax e Oliver Cromwell, distrusse il principale esercito realista guidato da Carlo I e il principe Rupert. La sconfitta pose fine ad ogni vera speranza di vittoria realista, anche se Carlo non si arrese alla fine fino al maggio 1646.
La campagna del 1645 iniziò nel mese di aprile, quando il New Model Army marciò verso ovest per liberare Taunton, prima di ricevere l’ordine di tornare indietro e assediare Oxford, la capitale realista durante il conflitto.
Il 31 maggio i realisti attaccarono Leicester e Fairfax ricevette l’ordine di abbandonare l'assedio e attaccarli. Anche se in grave inferiorità numerica, Carlo decise di fermarsi e combattere e dopo diverse ore di combattimento le sue forze furono effettivamente distrutte. I realisti subirono oltre 1 000 perdite, con oltre 4 500 fanti catturati e fatti sfilare per le strade di Londra; non avrebbero mai più schierato un esercito di qualità paragonabile.
Persero anche tutta l'artiglieria e le salmerie, insieme al bagaglio personale e ai documenti privati di Carlo, che rivelarono i suoi tentativi di portare la Confederazione irlandese e mercenari stranieri in guerra. Questi documenti furono pubblicati in un opuscolo intitolato The King’s Cabinet Opened, che rafforzò in modo significativo la posizione politica dei Parlamentari.

## Le premesse
Nel luglio 1644 un esercito parlamentare guidato da Sir Thomas Fairfax e Oliver Cromwell assicurò il controllo dell'Inghilterra settentrionale con la vittoria a Marston Moor. Tuttavia questo vantaggio fu annullato prima dalla sconfitta di Lostwithiel a settembre, poi dalle indecisioni durante la seconda battaglia di Newbury a ottobre. I due comandanti coinvolti, Essex e Manchester, furono accusati di non essersi impegnati a fondo da numerosi Parlamentari tra cui moderati come William Waller e radicali come Cromwell.
Nel mese di dicembre Sir Henry Vane presentò la cosiddetta «Self-denying Ordinance», con la quale si ordinava agli ufficiali di dimettersi dal Parlamento. Lord Manchester e Lord Essex in quanto membri della Camera Alta vennero semplicemente rimossi, dato che, poiché a differenza dei parlamentari non potevano rinunciare ai loro titoli, anche se potevano ricevere un nuovo titolo «con l’approvazione del Parlamento». L’ordinanza portò anche alla creazione del cosiddetto New Model Army, (letteralmente «Esercito di Nuovo Modello), una forza armata composta di professionisti e con una struttura centralizzata. I moderati Fairfax e Philip Skippon furono nominati rispettivamente comandante in capo e comandante della fanteria; Cromwell mantenne il suo incarico parlamentare come deputato ma gli fu assegnato il comando della cavalleria con una assegnazione «temporanea» di tre mesi, costantemente rinnovata.
All'inizio del 1645, l'alto comando realista era diviso sulla strategia da seguire. Il principe Rupert, da poco nominato comandante «senior», voleva unirsi a suo fratello, il principe Maurizio a Chester e riconquistare il nord, una fonte strategica di reclute e rifornimenti. Un secondo gruppo guidato da Lord Digby considerava il New Model Army una minaccia per Oxford, la capitale realista, mentre un terzo gruppo preferiva consolidare il controllo della Cornovaglia, del Devon, del Dorset e del Somerset. Il 30 aprile Fairfax marciò verso ovest per liberare la roccaforte parlamentare di Taunton; Lord Goring fu inviato con 3 000 cavalieri per sostenere l'assedio di Taunton, mentre il grosso dell'esercito realista (8 600 uomini sotto Carlo I e il principe Rupert) si mosse verso nord.
Preoccupato da questa minaccia, il Committee of Both Kingdoms (lett. «Comitato parlamentare dei due regni») ordinò a Fairfax di cambiare i suoi piani e di assediare Oxford. Sebbene Fairfax ottenesse pochi successi in questa manovra, alla fine di maggio la città era a corto di provviste. Per alleggerire la pressione i realisti presero d'assalto la città parlamentare di Leicester il 31 maggio, uccidendo presumibilmente oltre 700 soldati e civili. Allarmato da questo attacco il Parlamento diede istruzioni a Fairfax di abbandonare l'assedio di Oxford. Il 5 giugno il comandante parlamentare marciò verso nord per attaccare l'esercito realista. A differenza del principe Rupert che era stato battuto da Fairfax e Cromwell l'estate precedente, Digby e Charles sottovalutavano le capacità di combattimento del New Model Army. Nonostante fossero in netta inferiorità numerica, erano ansiosi di combattere; furono inviati messaggi che ordinavano a Goring di riunirsi a loro, ma questi si rifiutò di lasciare l’Inghilterra sud occidentale.
Il 12 giugno i realisti furono avvisati della presenza dell’esercito parlamentare quando le sue pattuglie si scontrarono con i loro avamposti vicino a Daventry. Il giorno dopo, Fairfax fu rinforzato dalla cavalleria di Cromwell e dalle truppe dell'Eastern Association al comando di Edward Rossiter, portando le truppe a sua disposizione a 14 000 uomini. Sebbene il principe Rupert preferisse ritirarsi, Digby convinse Carlo che una ritirata sarebbe stata negativa per il morale e alla fine i comandanti realisti decisero di combattere.

## La battaglia
La mattina del 14 giugno era nebbiosa, impedendo agli eserciti avversari di avvistarsi a vicenda. I realisti occuparono una forte posizione su un crinale tra i villaggi di Little Oxendon e East Farndon a circa 2 miglia (3,2 km) a sud di Market Harborough. Sir Francis Ruce, scudiero realista, fu inviato a cercare l'esercito parlamentare e si diresse a sud per 2 o 3 miglia (circa 4 chilometri) ma non ne vide traccia, forse per negligenza. Rupert in persona avanzò e avvistò alcuni cavalieri parlamentari ritirarsi. Era determinato a proteggere il crinale di Naseby, che era una posizione strategica, e ordinò all'esercito realista di avanzare. Fairfax inizialmente pensò di occupare le pendici settentrionali del crinale di Naseby. Cromwell credeva che questa posizione fosse troppo forte e che i realisti avrebbero rifiutato la battaglia piuttosto che attaccarla. Si dice che abbia inviato un messaggio a Fairfax, dicendo: 'Vi supplico, ritiratevi su quella collina, cosa che potrebbe provocare il nemico a caricarci'. Fairfax accettò e spostò leggermente il suo esercito.
I realisti non videro la posizione di Fairfax fino a quando non raggiunsero il villaggio di Clipston, poco più di un miglio a nord della cresta di Naseby. Era chiaramente impossibile per i realisti ritirarsi alla loro posizione originale senza essere attaccati dalla cavalleria parlamentare mentre erano in ordine di marcia e quindi in svantaggio. Rupert spiegò l'esercito alla sua destra, dove il terreno sembrava essere più favorevole per la propria cavalleria e si preparò per la battaglia.

### Gli schieramenti contrapposti

#### Realisti
I realisti occuparono un fronte di circa un miglio e mezzo, tra la strada che unisce Clipston e Naseby a sinistra e quella che si stendeva tra Sulby e Hedges a destra. La loro ala destra consisteva tra 2000 e 3000 cavalieri al comando del principe Rupert e suo fratello il principe Maurizio. Il centro era comandato da Lord Astley e disposto su tre brigate di fanteria agli ordini rispettivamente di Sir George Lisle, di Henry Bard e del figlio di Astley, Sir Bernard Astley, con il sostegno di un reggimento di cavalleria agli ordini del colonnello Howard. A sinistra, agli ordini di Sir Marmaduke Langdale, c'erano i 1 500 soldati del «Northern Horse», ossia quanto restava dei reggimenti di cavalleria fuggiti da Marston Moor. Carlo comandava una piccola riserva, composta dai suoi reggimenti di fanteria (800 uomini in totale) e dal reggimento delle Guardie a cavallo.

#### Parlamentari
Fairfax aveva schierato il suo esercito sul crinale un miglio a nord di Naseby, anche se alcuni reparti erano sistemati dietro la cresta sul versante opposto. All'ala sinistra c’era Ireton con cinque reggimenti e mezzo di cavalleria. La fanteria al comando del generale Sir Philip Skippon era al centro con cinque reggimenti in prima linea e tre in supporto. Un reparto speciale di 300 moschettieri era in prima linea, appoggiati da una riserva di due compagnie del reggimento del colonnello Edward Harley, comandate dal tenente colonnello Thomas Pride. Un'incisione di fonte parlamentare raffigurante la battaglia mostra 11 pezzi di artiglieria, schierati negli intervalli tra i reggimenti di fanteria.
Essi ebbero scarso peso nella battaglia: le loro prime salve furono troppo alte, e poi la fanteria realista e parlamentare furono coinvolte in una mischia a distanza troppo ravvicinata perché i cannoni potessero sparare senza colpire i propri uomini. L'ala destra, composta di sei reggimenti e mezzo di cavalleria, era sotto il comando di Cromwell.
L'esercito parlamentare occupava un fronte lungo circa 2 miglia (3,2 km). Le truppe sopravanzavano la sinistra realista, ma il loro fianco sinistro si appoggiava, come l’ala destra dei realisti, sulle Sulby Hedges. All'ultimo minuto, mentre i realisti cominciavano ad avanzare, Cromwell inviò un reggimento di dragoni al comando del colonnello John Okey sulle Sulby Hedges, dove potevano prendere di fianco la cavalleria di Rupert. La forza di questo reparto è stata in passato indicata come di mille uomini, ma lo studio delle loro paghe pagamento mostra che non erano più di 676 uomini in tutto.

## L'azione
Il centro realista attaccò per primo, con Rupert che mantenne la propria ala di cavalleria sotto stretto controllo in modo che le truppe a cavallo e quelle di fanteria arrivassero a contatto con il nemico contemporaneamente. La fanteria di Skippon si mosse oltre la cresta del crinale per incontrare le truppe appiedate realiste. Ci fu il tempo per una sola raffica di moschetteria prima che entrambe le parti arrivassero al combattimento corpo a corpo, nel quale i veterani della fanteria realista usavano le spade e i calci del fucili. Sir Edward Walker, segretario di guerra di Carlo I, dichiarò poi: «Le fanterie di entrambi gli schieramenti non si avvistarono fin quando non furono a portata di tiro dei fucili e perciò riuscirono a sparare una sola volta. Il nostro attacco con le spade e i calci dei fucili fu molto efficace e così vidi molte loro bandiere cadere mentre la loro fanteria era in grande disordine». Skippon fu ferito da una pallottola che gli spezzò l'armatura e lo colpì sotto le costole, anche se rimase sul campo per evitare che il panico si diffondesse. Anche così, i parlamentari vennero duramente pressati e costretti a ritirarsi.